# Koći
Koći (cyr. Коћи) – wieś w Czarnogórze, w gminie Tuzi. W 2011 roku liczyła 55 mieszkańców.